# VM i ishockey 1994
Verdensmesterskabet i ishockey 1994 var det 58. VM i ishockey, arrangeret af IIHF. Der var 38 tilmeldte hold til mesterskabet, men eftersom Nordkorea meldte afbud, endte deltagerantallet på 37 hold – en tangering af den hidtidige deltagerrekord fra VM 1993. 
I forhold til året før var C-gruppen efter ét år som samlet gruppe igen opdelt i en C1- og en C2-gruppe. Ved C1-VM deltog nedrykkeren fra B-gruppen (Bulgarien), nr. 2-6 fra C-VM året før (bortset fra Nordkorea, som meldte afbud), samt Hviderusland og Slovakiet, der på grund af holdenes styrke modtog et wild card til at træde direkte ind i C1-gruppen. C2-gruppen kom til at bestå af holdene, der sluttede som nr. 7-12 ved sidste C-VM samt to hold fra kvalifikationen til C2-VM.
Mesterskabet blev altså afviklet i fire niveauer som A-, B-, C1 og C2-VM med en forudgående kvalifikation til C2-VM. De tolv bedste hold spillede om A-VM, de otte næste hold spillede om B-VM, mens C1- og C2-VM havde deltagelse af syv hhv. otte hold.
A-VM i Bolzano, Canazei og Milano, Italien i perioden 25. april – 8. maj 1994.
B-VM i København, Danmark i perioden 7. – 17. april 1994.
C1-VM i Poprad og Spišská Nová Ves, Slovakiet i perioden 18. – 27. marts 1994.
C2-VM i Barcelona, Spanien i perioden 13. – 19. marts 1994.
Kvalifikation til C-VM i to geografisk opdelte grupper i perioden 7. – 20. november 1993.
Efter 33 års guldpause kunne Canada fejre sin 20. VM-titel i ishockey. Efter at holdet et par måneder tidligere havde tabt den olympiske finale til Sverige efter straffeslag, var det denne gang canadiernes tur til at vinde VM-finalen efter straffeslag mod Finland. Finlands andenplads var en tangering af holdets bedste VM-placering indtil da (holdet vandt også sølvmedaljer ved VM 1992). Bronzemedaljerne blev vundet af de olympiske mestre fra Sverige, som i bronzekampen vandt 7-2 over USA. Fjerdepladsen var amerikanernes bedste placering siden VM 1985, hvor de også blev nr. 4.
| A-VM 1994 | A-VM 1994      |
| --------- | -------------- |
| Guld      | Canada         |
| Sølv      | Finland        |
| Bronze    | Sverige        |
| 4.        | USA            |
| 5.        | Rusland        |
| 6.        | Italien        |
| 7.        | Tjekkiet       |
| 8.        | Østrig         |
| 9.        | Tyskland       |
| 10.       | Frankrig       |
| 11.       | Norge          |
| 12.       | Storbritannien |

| B-VM 1994 | B-VM 1994 |
| --------- | --------- |
| 13.       | Schweiz   |
| 14.       | Letland   |
| 15.       | Polen     |
| 16.       | Japan     |
| 17.       | Danmark   |
| 18.       | Holland   |
| 19.       | Rumænien  |
| 20.       | Kina      |

| C1-VM 1994 | C1-VM 1994   |
| ---------- | ------------ |
| 21.        | Slovakiet    |
| 22.        | Hviderusland |
| 23.        | Ukraine      |
| 24.        | Kasakhstan   |
| 25.        | Slovenien    |
| 26.        | Ungarn       |
| 27.        | Bulgarien    |
| -          | Nordkorea    |

| C2-VM 1994 | C2-VM 1994 |
| ---------- | ---------- |
| 28.        | Estland    |
| 29.        | Spanien    |
| 30.        | Sydkorea   |
| 31.        | Kroatien   |
| 32.        | Belgien    |
| 33.        | Australien |
| 34.        | Israel     |
| 35.        | Sydafrika  |

| Udslået i kval. til C2-VM 1994 | Udslået i kval. til C2-VM 1994 |
| ------------------------------ | ------------------------------ |
| Litauen                        |                                |
| Tyrkiet                        |                                |

| Sport | Spire Denne artikel om sport er en spire som bør udbygges. Du er velkommen til at hjælpe Wikipedia ved at udvide den. |